# Connor Weil
Pour les articles homonymes, voir Weil.
Connor Weil est un acteur américain né le 28 décembre 1993 à Portland dans l'Oregon aux États-Unis.

## Filmographie

### Télévision
- 2010 : Le Secret d'Eva (Lies in Plain Sight) (téléfilm) : Derek
- 2010 : Section Genius (A.N.T. Farm) : Legan (1 épisode)
- 2013 : Sharknado (téléfilm) : Luellyn
- 2013 : Une prof particulière (Dirty Teacher) (téléfilm) : Trent, le copain de Danny
- 2013 : Les Feux de l'amour : Bully (1 épisode)
- 2013 : Liv et Maddie : Miller White (1 episode)
- 2014 : Une amie de trop (Death Clique) (téléfilm) : Clay
- 2015 : Scream : Will Belmont
- 2015 : Les Goldberg : Steve Kremp (1 épisode)
- 2016 : Des jours et des vies : Mark McNair (4 épisodes)
- 2016 : Roadies : Phil jeune  (1 épisode)
- 2017 : Foursome : Mr Zappe (professeur)
- 2025 : Chicago P.D. : John Knight (saison 12, épisode 9)

### Cinéma
- 2016 : Fog City de Steve Wolsh
- 2016 : A Week in London de Steven Jay Bernheim : Nikk